# Trihidrur d'indi
L'hidrur d'indi o trihidrur d'indi, en anglès: Indium trihydride, és un compost inorgànic amb l'element químic indi. La seva fórmula és (InH
3)n (també escrit com ([InH
3])n o InH
3). És una xarxa covalent sòlida i com a tal és insoluble en tots els solvents, a més de ser inestable dins les condicions estàndard de pressió i temperatura.